# Peter Kuhlmann (Altphilologe)

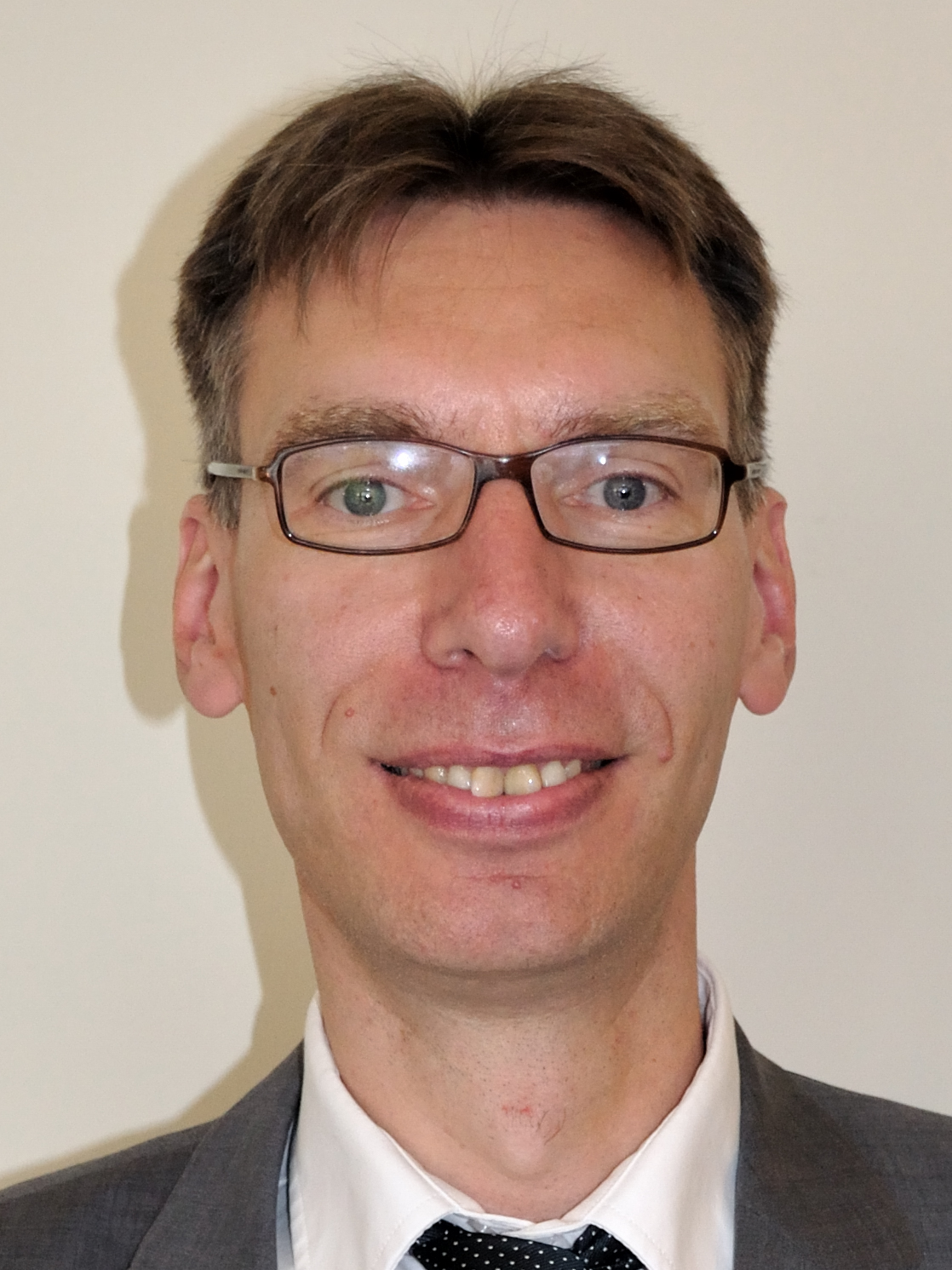
Peter Kuhlmann beim Bundeskongress des Deutschen Altphilologenverbandes 2010 in Freiburg im Breisgau.

Peter Alois Kuhlmann (* 24. Mai 1965 in Marsberg, Westfalen) ist ein deutscher Klassischer Philologe.

## Leben
Nach dem Abitur in Marsberg begann Kuhlmann 1986 ein Studium der Klassischen Philologie, Vergleichenden Sprachwissenschaft, Romanistik und Nordistik an den Universitäten Gießen und Kiel, das er 1991 mit dem Ersten Staatsexamen für das Lehramt an Gymnasien abschloss. 1993 folgte seine Promotion zum Dr. phil. in Gießen mit der Dissertation „Die Gießener literarischen Papyri und die Caracalla-Erlasse“. Im gleichen Jahr begann er sein Referendariat am Wilhelm-von-Oranien-Gymnasium in Dillenburg, das er 1995 mit dem Zweiten Staatsexamen abschloss. 1995–97 war er Lehrbeauftragter und Stipendiat der Rink-Stiftung am Institut für Klassische Philologie Gießen. 1997 begann er seine Tätigkeit als wissenschaftlicher Mitarbeiter am Gießener Sonderforschungsbereich 434 „Erinnerungskulturen“.
Nach seiner Habilitation (2000) wechselte er als Akademischer Rat an die Universität Düsseldorf. 2004 folgte er einem Ruf an die Universität Göttingen als ordentlicher Professor für Lateinische Philologie und Fachdidaktik der Alten Sprachen. Er nimmt als erster Göttinger Professor der Klassischen Philologie die verantwortliche Betreuung der Fachdidaktik wahr. Seit 2012 ist er ordentliches Mitglied der Akademie der Wissenschaften zu Göttingen.
Kuhlmanns Forschungsschwerpunkte sind die griechisch-römische Literatur (besonders der Kaiserzeit) sowie Rezeption und Tradition der Antike in der Neuzeit. In der Fachdidaktik veröffentlichte er verschiedene Spezialstudien und Handbücher. Seit 2005 gibt er die Reihe Didaxis. Göttinger Materialien für den Unterricht in Latein und Griechisch heraus. 2011 übernahm er die Herausgeberschaft der Schulbuch-Reihe VIA MEA, in der bisher über dreißig Materialien für den kompetenzorientierten Lateinunterricht erschienen sind.

## Schriften (Auswahl)
- Die Gießener literarischen Papyri und die Caracalla-Erlasse. Edition, Übersetzung und Kommentar (= Berichte und Arbeiten aus der Universitätsbibliothek und dem Universitätsarchiv Gießen. Bd. 46, ISSN 0072-4483), Justus-Liebig-Universität Gießen – Universitäts-Bibliothek, Gießen 1994 (Zugleich: Giessen, Universität, Dissertation, 1993; urn:nbn:de:hebis:26-opus-36384 Volltext).
- Religion und Erinnerung. Die Religionspolitik Kaiser Hadrians und ihre Rezeption in der antiken Literatur (= Formen der Erinnerung. Bd. 12). Vandenhoeck & Ruprecht, Göttingen 2002, ISBN 3-525-35571-8 (Zugleich: Giessen, Universität, Habilitations-Schrift, 2000/2001).
- Sappho, die größeren Fragmente des 1. Buches (= Jenaer indogermanistische Textbearbeitung. Bd. 2). Röll, Dettelbach 2003, ISBN 3-89754-198-X.
- Fachdidaktik Latein kompakt. Vandenhoeck & Ruprecht, Göttingen 2009, ISBN 978-3-525-25759-3 (3., durchgesehene Auflage 2012).
- als Herausgeber und Mitautor: Lateinische Literaturdidaktik. Buchner, Bamberg 2010, ISBN 978-3-7661-8001-8.
- als Herausgeber und Mitautor: Unikurs Latein. Buchner, Bamberg 2011, ISBN 978-3-7661-7595-3.
- VIA MEA – Gesamtband. Cornelsen Verlag, Berlin 2013, ISBN 978-3-06-024041-8.
- Römische Briefliteratur. Plinius und Cicero (= Classica. Bd. 4). Vandenhoeck & Ruprecht, Göttingen 2013, ISBN 978-3-525-71078-4.
- Römische Philosophie. Epikur bei Cicero (= Classica. Bd. 6). Vandenhoeck & Ruprecht, Göttingen 2014, ISBN 978-3-525-71100-2.
- als Herausgeber und Mitautor: Lateinische Grammatik unterrichten. Buchner, Bamberg 2014, ISBN 978-3-7661-8005-6.
- mit Susanne Gerth: Sallust, Coniuratio Catilinae (= Classica. Bd. 5). Vandenhoeck & Ruprecht, Göttingen 2014, ISBN 978-3-525-71096-8.
- mit Jens Kühne: Referendariat Latein: Kompaktwissen für Berufseinstieg und Examensvorbereitung. Cornelsen, Berlin 2015.
- Die Philosophie der Stoa: Seneca, Epistulae morales (= Classica.). Vandenhoeck & Ruprecht, Göttingen 2016, ISBN 978-3-525-71107-1.
- mit Henning Horstmann: Wortschatz und Grammatik üben: Didaktische Kriterien und Praxisbeispiele für den Lateinunterricht. Vandenhoeck & Ruprecht, Göttingen 2018, ISBN 978-3-525-71121-7.